# Erling Foss
Erling Christian Foss, född 25 februari 1897, död 15 juni 1982, var en dansk ingenjör.
Erling Foss var son till Alexander Foss. Han blev kandidat vid Polyteknisk Læreanstalt 1921, var 1921–1930 verksam i Storbritannien och Frankrike samt från 1927 ordförande i AB Sadolin & Holmblad. Foss startade 1931 ett eget exportföretag och blev 1933 direktör för A/S Dansk Elektro Instrument Fabrik. Han blev under tyska ockupationen en av de första medlemmarna i Danmarks Frihedsråd och då han måste lämna Danmark i februari 1944 blev han tillsammans med Ebbe Munck rådets representant i Sverige.